# Kirsten Hofstätter
Kirsten Alma Hofstätter (9. juni 1941 - 21. april 2007) var en dansk forlægger og strikdesigner.
Hofstätter etablerede et forlag, da hendes bog med strikkeopskrifter, Hønsestrik, blev afvist af forlaget Røde Hane. Hun stiftede derefter forlaget Røde Høns, men ændrede senere navnet til Hønsetryk. Hendes bog med strikkeopskrifterne var en kritik af tidens idealer og skønhedsopfattelse. Kirsten Alma Hofstätter var desuden aktiv i kvindebevægelsen.
Hun er begravet på Egebæksvang Kirkegård.